# 布卡武
布卡武（法語：Bukavu）是刚果民主共和国东部的一座城市，位于基伍湖之东南岸，卢旺达尚古古以西。布卡武与尚古古被鲁济济河分隔。布卡武是南基伍省的首府，人口超过245,000，另外有250,000人居于该市周边地区。